# Larry Day
Larry Day, né le 21 décembre 1963 à Montréal, est un acteur, un chef d'entreprise et un jet-setteur canadien. Il a tourné dans plus de cent cinquante films pour le cinéma ou la télévision.

## Biographie
Dans les années 1980 et 1990, Larry Day a écumé les discothèques nord-américaines telles que le Septembers de Montréal, le Xenon de New York ou le Studio 51 de Fort Lauderdale, en tant que disc jockey. Il a aussi animé les soirées privées de l'industrie du spectacle, notamment pour les Jackson's, Phil Collins ou Pink Floyd. Étant devenu une référence en matière de sorties nocturnes à Montréal, il a dirigé quelques points chauds de la ville dans les années 1980/1990, dont la discothèque The Firm.
Il commence sa carrière d'acteur au milieu des années 1990 avec des apparitions dans des séries télévisées, puis bientôt au cinéma dans le film Rainbow (1996) aux côtés de Dan Aykroyd et Bob Hoskins.
Larry Day est le fondateur et le dirigeant de "Strangers in the night", un gala de bienfaisance qui a lieu chaque année à Montréal pour recueillir des fonds pour la fondation Starlight Children, qui s'occupe d'enfants malades.

## Filmographie

### Cinéma
- 2016 : La Couleur de la victoire
- 2015 : The Walk : Rêver plus haut
- 2015 : Premier contact
- 2014 : Le Militaire de Noël Mitrani
- 2014 : X-Men: Days of Future Past
- 2014 : La Chanson de l'éléphant
- 2014 : X-Men: Days of Future Past
- 2011 : Sur la route
- 2010 : Le Monde de Barney
- 2010 : Upside Down
- 2010 : Die, le châtiment
- 2010 : Reste avec moi
- 2009 : Piché, entre ciel et terre
- 2009 : Krach
- 2008 : Punisher : Zone de guerre
- 2008 : Le Piège américain
- 2008 : Serveuses demandées
- 2007 : I'm Not There
- 2007 : Superstorm, Alerte Ouragan
- 2006 : Le Pacte du sang
- 2005 : Un plan béton
- 2005 : Le Dernier signe
- 2005 : Maurice Richard
- 2004 : Direct Action
- 2004 : Catastrophe naturelle: Tornade
- 2003 : Détention
- 2003 : Jack Paradise
- 2002 : Aucune option
- 2002 : Sans motif apparent
- 2002 : Moïse : L'Affaire Roch Thériault
- 2002 : Liens du crime
- 2001 : Cause of Death
- 2000 : Home Team
- 2000 : Stardom
- 2000 : Wilder
- 1999 : Bone Collector
- 1998 : État d'urgence
- 1998 : Dead end (Vidéo)
- 1998 : Jeu d'espionne
- 1998 : The Second Arrival
- 1998 : Nico la licorne
- 1997 : Laserhawk
- 1997 : Demon House III
- 1997 : L'Éducation de Little Tree
- 1996 : Assassin Warrior
- 1996 : Témoin en fuite
- 1995 : Les Voyageurs de l'Arc-en-Ciel

### Télévision

#### Séries télévisées
- 1994 : Les anges de la ville : Kevin Sharp
- 1994 / 1999 : Fais-moi peur ! (épisodes 4x10 / 6x07) : Dan Preston / Grant
- 1996 : My Hometown (saison 1, épisode 3)
- 1997 : Diva (saison 3, épisode 46) : Douanier
- 1998 : The Mystery Files of Shelby Woo (saison 4, épisode 1) : Coles Ryman
- 1998 : Spécial O.P.S. Force (saison 2, épisode 9) : Madison
- 1998 : Lassie (1 épisode) : Driver
- 1998-2000 : Student Bodies (9 épisodes) : Frank Miller
- 1999 : Family Rules : Harry
- 1999 : Misguided Angels (saison 1, épisode 1) : Détective Reese
- 1999-2000 : Destins croisés (épisodes 1x12 / 2x10) : Directeur / Jim Newhouse
- 1999-2001 : Back to Sherwood : Guy of Gisbourne
- 2000 : Les prédateurs (saison 2, épisode 20) : Docteur Fuller
- 2000 : Nuremberg (mini-série, épisode 2) : U.S. Colonel
- 2000 : The Secret Adventures of Jules Verne (saison 1, épisode 17) : Gregor
- 2001 : Largo Winch (saison 1, épisode 1) : Ray Scalese
- 2002 : Lance et compte : Nouvelle génération (saison 1, épisode 7) : Cowboy du bar
- 2002 : Doc (saison 2, épisode 18) : Ryan McDaniel
- 2002 : Asbestos (mini-série) : Oscar Hunter
- 2002 : Jean Duceppe (mini-série) : Régisseur Georges
- 2003 : Mystery Ink : True Crime Narrator (2004)
- 2004 : Delta State (13 épisodes) : Brodie
- 2004 : Canadian Case Files : Donald Cambell
- 2005 : Trafic d'innocence (mini-série) : Dr Smith
- 2005 : The Festival : Bobby Diamond
- 2006 : The Business : Bobby Diamond (2007)
- 2006 : René Lévesque (mini-série, épisode 6) : John Starnes
- 2006 : Bethune (mini-série) : Dr Moore
- 2007 : Durham County (saison 1, épisode 4) : Donny
- 2007 : Alerte tsunamis (mini-série) : Highway Patrolman Larry
- 2009 : Le dernier templier (mini-série) : Gus Waldron
- 2010-2015 : : Rookie Blue (saison 5, épisode 10) : Aidan Kelly
- 2011 : Blue Mountain State (saison 3, épisodes 12 & 13) : Coach Jimmy Wells
- 2012 : The Listener (saison 3, épisode 12) : Rand
- 2012 : Cubed : M. Green
- 2013 : Where's Leroy? (saison 1, épisode 1) : Boss
- 2013 : Cracked (saison 2, épisode 7) : Officier Ray Leonardo
- 2014 : The Lottery (saison 1, épisode 10) : Détective
- 2015 : Fatal Vows (série documentaire, épisode 3x13): Détective Bristow
- 2015 : Mohawk Girls (saison 3, épisode 5) : Professeur
- 2015 : The Art of More (saison 1, épisode 8) : Ralph Janowicz
- 2016 : Real Detective (série documentaire, épisode 1x05) : Détective
- 2016 : A Stranger in My Home (saison 3, épisode 2) : père d'Ashley
- 2016 : Blue Moon (3 épisodes) : John Woodward
- 2017 : Bellevue (saison 1, épisodes 2 & 4) : M. Cowan
- 2017 : 19-2 (saison 4, épisode 3) : Martel
- 2017 : Les pêcheurs (saison 5, épisode 1) : Officier Des Douanes
- 2017 : The Disappearance (mini-série, épisode 3) : Norman Charters
- 2017 : Red Creek (mini-série) : Ranking Police Officer
- 2018 : Suits, avocats sur mesure (saison 7, épisode 11) : Larry Burnham
- 2018 : La Vérité Sur L'affaire Harry Quebert : M. Thurston (2017)
- 2018 : Jack Ryan (saison 1, épisode 8) : Customs Agent
- 2018 : Bad Blood (saison 2, épisodes 4 & 6) : flic âgé
- 2019 : Deadly Secrets (saison 1, épisode 3) : Gary

#### Téléfilms
- 1999 : Bonanno: A Godfather's Story de Michel Poulette : Capt. Kominski
- 1999 : P.T. Barnum de Simon Wincer : John Mackie
- 2001 : WW 3 de Robert Mandel : Danvers
- 2001 : Hysteria: The Def Leppard Story de Robert Mandel : Joe Elliott Sr.
- 2001 : The Killing Yard d'Euzhan Palcy : Anthony Simonetti
- 2002 : Redeemer de Graeme Clifford : Hearing Examiner
- 2003 : Dangereuse séduction (Deadly Betrayal) de Jason Hreno : Détective Lentino
- 2003 : E.D.N.Y. d'Anthony Drazan : Sgt. Doyle
- 2004 : Piège pour une mère (Deadly Encounter) de Richard Roy : Détective Bruder
- 2005 : Snakeman (The Snake King) d'Allan A. Goldstein : Dr Rick Gordon
- 2005 : Tripping the Wire: A Stephen Tree Mystery de Stephen Surjik : Col. Deveau
- 2006 : Sous haute tension (Time Bomb) de Stephen Gyllenhaal : Bartender
- 2006 : Issue fatale (Last Exit) de John Fawcett : Bank Manager
- 2008 : Mon protégé (A Teacher's Crime) de Robert Malenfant : Détective Chay
- 2008 : 24 Hour Rental Pilot de Mike George : Paul
- 2013 : Nature morte (Still Life: A Three Pines Mystery) de Peter Moss : Superintendant Brébeuf
- 2013 : Le Parfum de la vengeance (A Sister's Revenge) de Curtis Crawford : Jim Jenkins
- 2013 : JFK: The Smoking Gun (téléfilm documentaire) de Malcolm Mcdonald : Sénateur Ralph Yarborough
- 2014 : La menteuse (The Girl He Met Online) de Curtis Crawford : Détective Olsen
- 2020 : Noël avec le prince de mes rêves (Christmas Ever After) de Pat Kiely : Tom Simmons
- 2021 : Tous en scène à Noël (Christmas in My Heart) de Pat Kiely : Tim Hendricks